# Código Tributario de Chile
El Código Tributario de Chile es el cuerpo legal que establece la normativa general de la tributación fiscal chilena. Es una de las fuentes principales del sistema tributario de ese país, y complementa a otras leyes como la de Impuesto a la Renta o a la de Impuesto a las Ventas y Servicios. El Código Tributario fue publicado en el Diario Oficial el 31 de diciembre de 1974, y su vigencia comenzó el 1 de agosto del mismo año.
En caso de lagunas al interior de la legislación tributaria, el Código establece que pueden suplirse con el derecho común; sin embargo, las disposiciones tributarias chilenas tienen validez fuera del mismo solo cuando la ley común expresamente se refiera a ella. El Código además reglamenta las facultades del Servicio de Impuestos Internos (SII).